# Spring Cup 1995

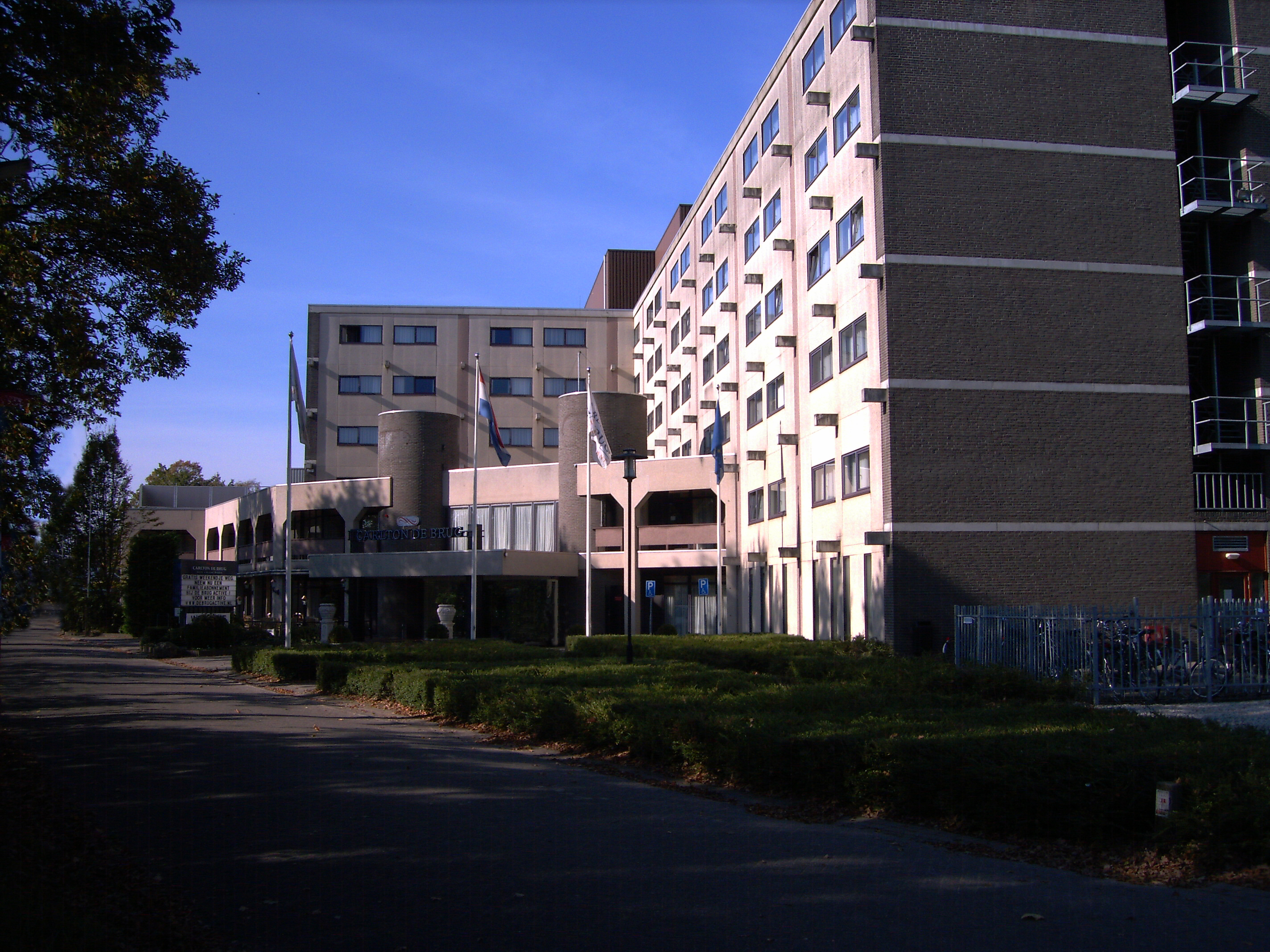
Hotel „De Brug“ (2008)

Der Spring Cup 1995 war ein Dartsturnier, das bis zum 2. April 1995 im Hotel „De Brug“ im niederländischen Mierlo ausgetragen wurde.

## Teilnehmer
Deutschland
- Herren: Andreas Kröckel, Frank Mast, Jürgen Nau, Uwe Böhmert, Volker Backes, Andreas Schendel, Harry Barth, Holger Frommann
- Damen: Heike Ernst, Andrea Leipold, Astrid Kamm, Gabi Kosuch
- Teammanager: Dietmar Ernst, Volker Hatlauf[1]

## Wettbewerbe

### Herreneinzel
|  | Finale |               |   |
|  |        |               |   |
|  |        |               |   |
|  |        | Bruno Raes    | 2 |
|  |        | Volker Backes | 0 |

### Herrenteam
| Pl. | Nation      | Einzel | Doppel | Pkt. |
| --- | ----------- | ------ | ------ | ---- |
| 1.  | Niederlande |        |        | 448  |
| 2.  | Belgien     |        |        | 446  |
| 3.  | Deutschland |        |        | 392  |
| 4.  | Schweiz     |        |        | 320  |
| 5.  | Frankreich  |        |        | 306  |
| 6.  | Österreich  |        |        | 290  |
| 7.  | Luxemburg   |        |        | 150  |

### Dameneinzel
|  | Finale |                |   |
|  |        |                |   |
|  |        |                |   |
|  |        | Andrea Leipold | 4 |
|  |        | Heike Ernst    | 3 |

### Damenteam
| Pl. | Nation      | Einzel | Doppel | Pkt. |
| --- | ----------- | ------ | ------ | ---- |
| 1.  | Deutschland |        |        | 175  |
| 2.  | Niederlande |        |        | 169  |
| 3.  | Belgien     |        |        | 145  |
| 4.  | Frankreich  |        |        | 111  |
| 5.  | Schweiz     |        |        | 101  |
| 6.  | Luxemburg   |        |        | 73   |
| 7.  | Österreich  |        |        | 66   |